# Plymouth (Michigan)
Plymouth – miasto leżące w Stanach Zjednoczonych w stanie Michigan w hrabstwie Wayne.
Zajmuje powierzchnię 5,8 km². W 2000 r. miasto zamieszkiwało 9022 osób.

## Sport
- Plymouth Whalers – klub hokejowy